# Kryovulkan
Kryovulkan eller isvulkan er vulkaner, der i stedet for aske og magma udspyr flygtige stoffer som vand, ammoniak og methan.  Kryovulkaner findes på solsystemets måner med kolde overflader og blev først observeret på Neptuns måne Triton af rumobservatoriet Voyager 2 i 1989. I 2005 fotograferede rumobservatoriet Cassini geysere på Saturns måne Enceladus.  Efterfølgende er kryovulkaner set på andre ismåner i solsystemet som Jupiters måner Europa og Ganymedes, på Saturns måne Titan og på Uranus´ måne Miranda. Man regner også med at der er aktive kryovulkaner på  Plutos måne Charon, fordi rumobservatoriet Gemini har vist områder med ammoniak og is.